# Moesaf
Moesaf (Hebreeuws: מוסף) of moesof (Asjkenazisch) is een onderdeel van de joodse gebedsdienst. Het betreft toegevoegde gebeden op sjabbat en chagiem (joodse feestdagen). De benaming komt uit het Hebreeuws. Het bevat een aangepaste versie van het achttiengebed.
Aangezien de sjoeldiensten tegenwoordig de plaats innemen van de dagelijkse offers in de Tempel, werd een gebedsdienst ingelast op de dagen dat in de Tempel een extra offer werd gebracht. Behoudens op sjabbat en de chagiem ook op Rosj chodesj alsmede op Chol hamo'eed, de zogenaamde "Tussendagen van Pesach en Soekot".